# 包裝
包裝是指物件外部的保護層和裝飾，不同的物件有不同的包裝方式和材質，一些容器如盒子、紙箱等也是專作為包裝之用，有分為產品包裝及禮品包裝，因應各品牌及產業不同需求，各有不同的包裝盒形及袋形產生。

## 歷史

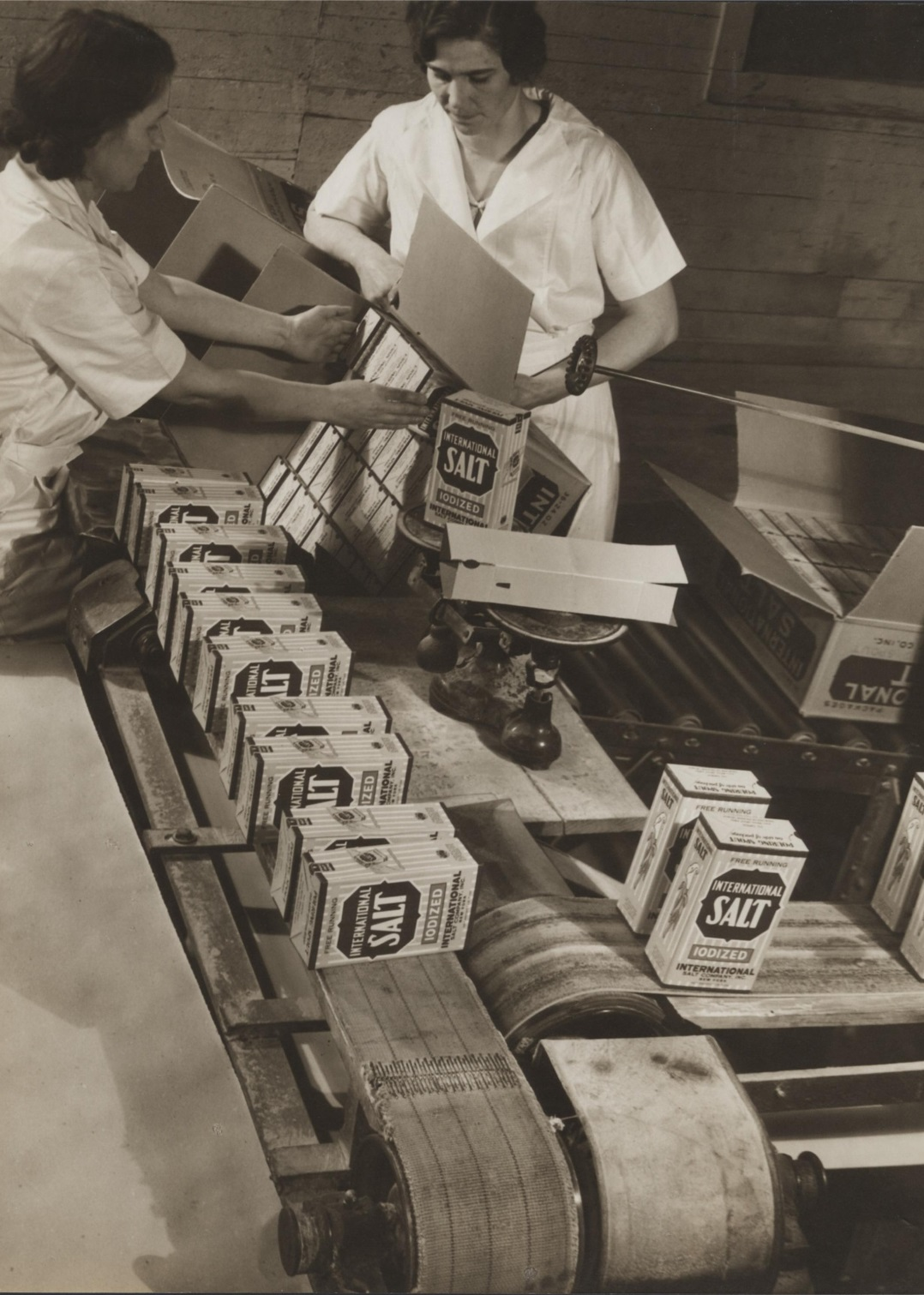

## 材料
常見的包裝材料有泡棉粒、氣泡布、信封、充氣包裝、瓦楞紙盒、瓦楞紙箱、普通盒、卡紙紙盒、精裝盒、包裝盒、塑膠盒、金屬盒、木盒……等，可以保護物品。常見裝飾性的包裝物料則有花紙、紅包袋、禮物盒、禮封等。一些需要保鮮的物品（如食品）常會用真空包裝。另外塑膠、鋁箔、罐頭等也是常見的食品包裝材料。

## 包裝設計

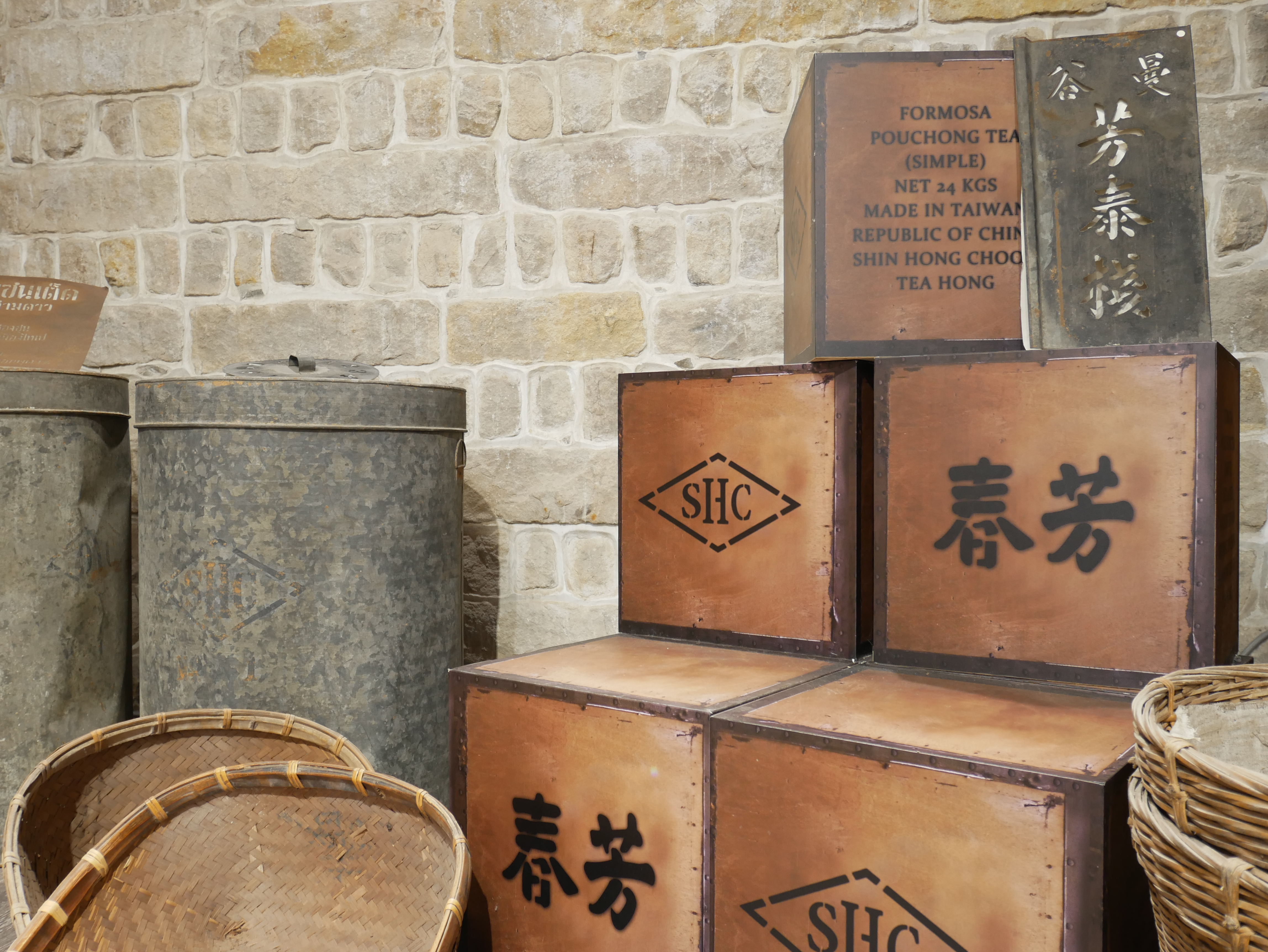
新芳春茶行包裝

包裝設計是專注於產品包裝的一種設計專業。通常歸類於平面設計，但有時也歸類於工業設計範圍。
包裝設計的功能：
(1)產品說明，有助銷售，例如酒瓶上的標籤和條碼。
(2)方便物流，酒的外盒，提袋等，包裝設計保護商品，降低損毀, 延長保質期。例如長時間暴露在空氣中的麵包、蛋糕等烘焙食品容易變質，增生黴菌，或導致烘焙食品內的水分大量流失，影響口味；可靠的包裝封口也能讓食品保持新鮮，阻隔空氣、細菌及灰塵，讓食品不易變質。
(3)包裝設計的立體結構，給予商品美觀和創意增值，傑出的包裝設計甚至能宣揚至國際，像是金點設計獎，還有設計界的奧斯卡iF產品設計獎。有些產業會大量運用紙材以節省成本和重量，包裝設計要求美觀實用的同時，必須考量減量設計避免過度包裝、永續再利用包材與環境保護問題。
(4)包裝設計須符合當地法規之食品和飲品的營養標籤等說明，目的是告知消費者有關產品的成份與期限。在工業角度上，標籤除了使用人工貼上的方法，亦能使用機器自動化協助。

## 圖片

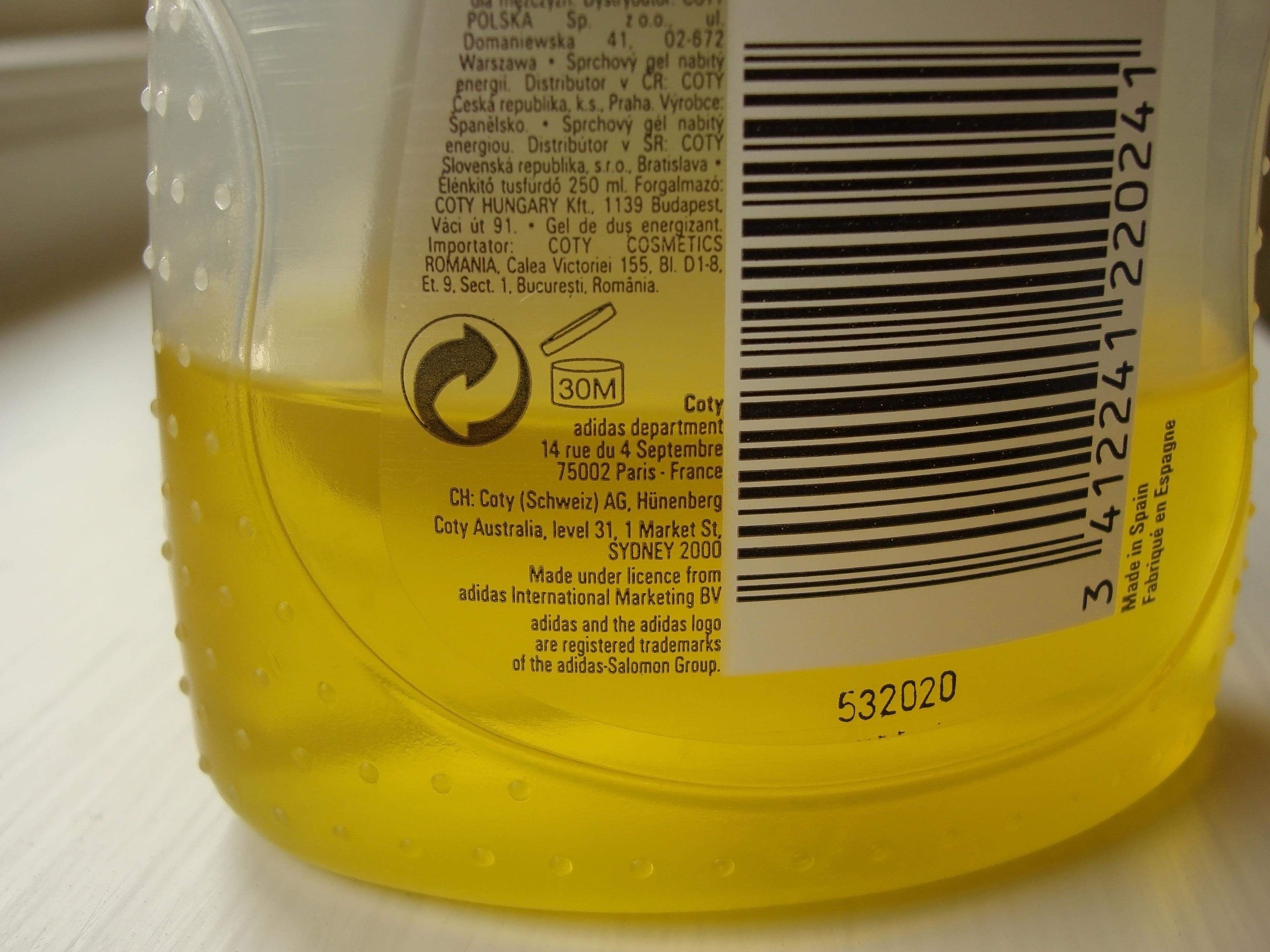
包裝條碼及產品說明
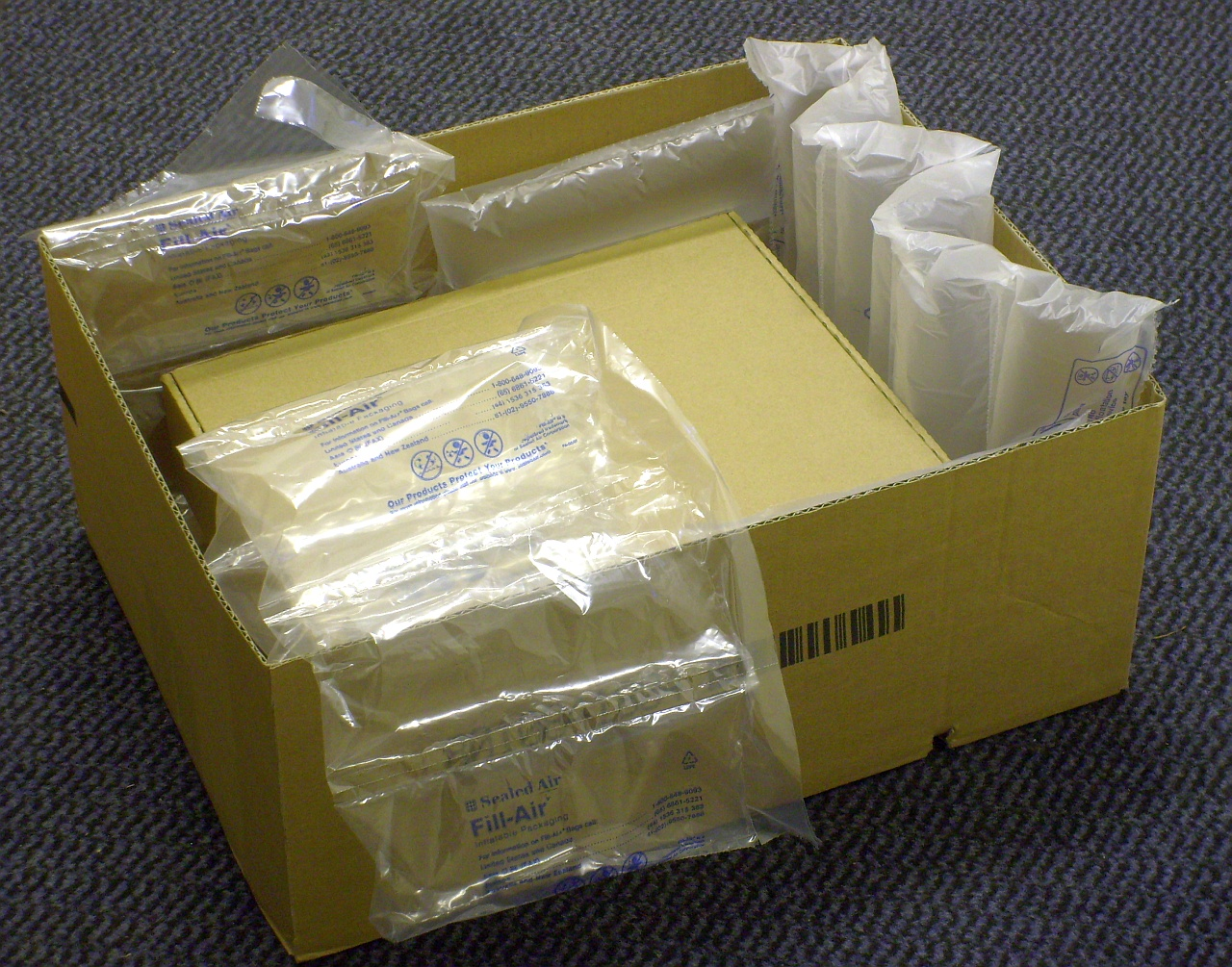
包裝附物料
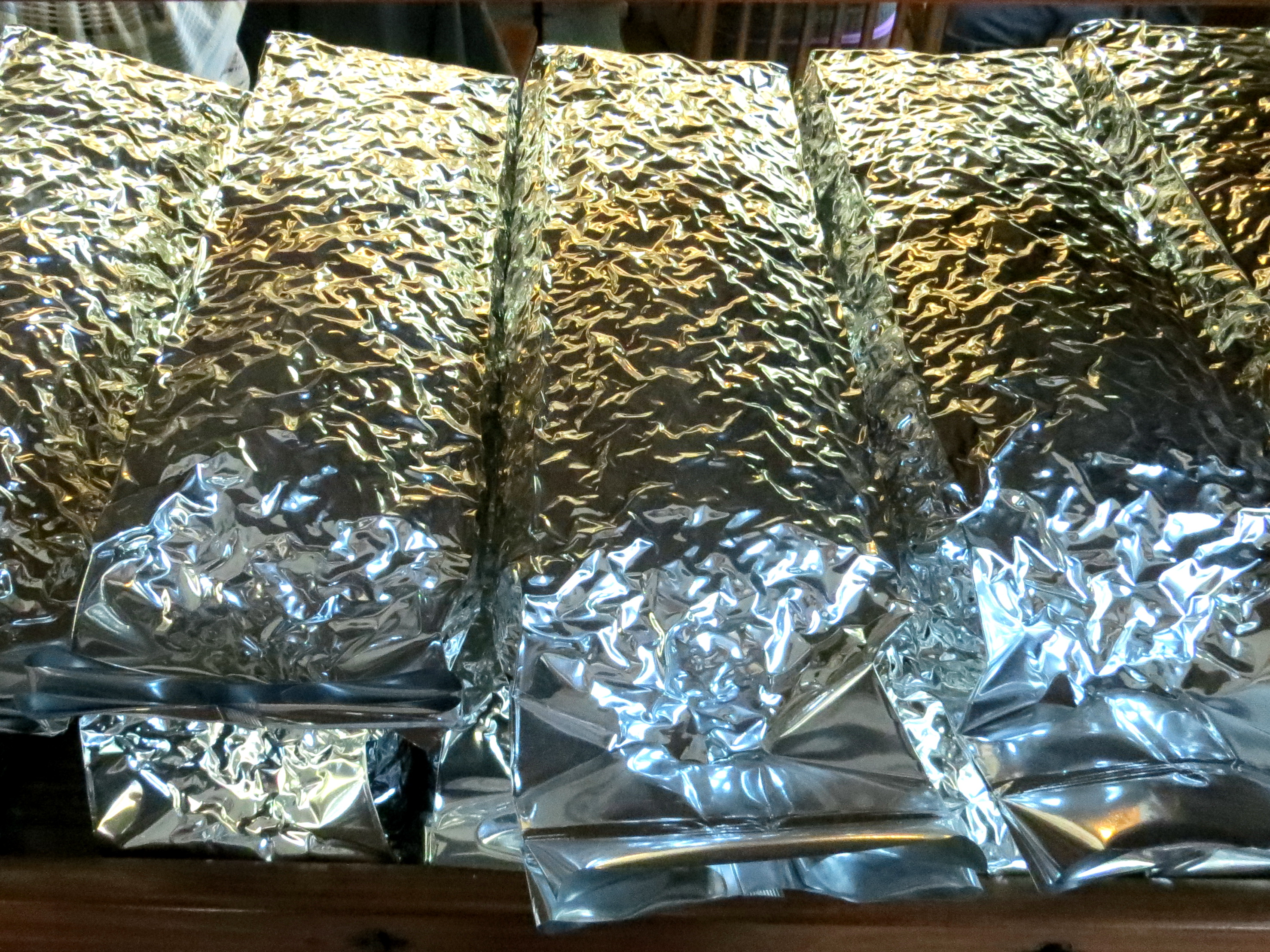
真空包裝的茶葉

## 相關
- 環保
- iF產品設計獎
- 金點設計獎